# Guerra del melocotón
La guerra del melocotón o guerra del melocotonero (en inglés: Peach War or Peach Tree War') fue un ataque masivo ocurrido el 15 de septiembre de 1655. Ese día los indios conestoga y otras tribus aliadas atacaron varios asentamientos de Nuevos Países Bajos a lo largo del río Noortrivier (actual río Hudson). El ataque fue motivado por la reconquista neerlandesa de Nueva Suecia, un estrecho socio comercial y protector de los conestoga. Fue una victoria decisiva para los indios, y muchos asentamientos neerlandeses periféricos se vieron obligados a guarnecer temporalmente en Fort Amsterdam. Algunos de estos asentamientos fueron completamente abandonados, como la colonia de Staten Island, mientras que otros pronto fueron repoblados y dotados de mejores defensas. El director general Peter Stuyvesant recompró los derechos de los indios para asentarse en la orilla occidental del Hudson.

## Antecedentes
En marzo de 1638, los colonos suecos dirigidos por Peter Minuit construyeron el fuerte Cristina en la orilla oeste del río Delaware, en el este de la actual ciudad de Wilmington. El área había sido reclamada anteriormente tanto por los ingleses como por los neerlandeses, pero ninguno había logrado más que una ocupación marginal. Minuit había sido anteriormente director de la colonia de Nuevos Países Bajos de la Compañía Neerlandesa de las Indias Occidentales y estaba familiarizado con el terreno y las costumbres locales. Compró el derecho a colonizar la tierra a los conestoga.
Los indios desconfiaban de los neerlandeses debido a su estrecha alianza con la confederación iroquesa, que eran enemigos de los conestoga. Habían perdido a su socio comercial inglés cuando la nueva colonia de Maryland había expulsado a la red comercial de William Claiborne centrada en la isla de Kent. Los conestoga se convirtieron rápidamente en el principal proveedor de pieles y pieles de Nueva Suecia y en los clientes de productos manufacturados europeos. En el proceso, Nueva Suecia se convirtió en un protectorado y tributario de la tribu conestoga.
Tanto los ingleses como los neerlandeses rechazaron el derecho de Suecia a su colonia, pero los neerlandeses tenían mayores motivos de preocupación dado que ya habían reclamado el río Delaware, que comienza sobre el paralelo 42 norte.
En 1651, los neerlandeses intentaron consolidar el poder combinando fuerzas previamente estacionadas en Fort Beversreede y Fort Nassau; reubicaron la estructura de Fort Beversreede 10 km aguas abajo del fuerte Cristina, nombrándolo Fort Casimir.
Johan Risingh fue comisario y consejero del gobernador de Nueva Suecia, Johan Printz, e intentó expulsar a los neerlandeses del valle de Delaware en 1654. Fort Casimir fue asaltado, rendido y rebautizado como Fort Trefaldighet (Fort Trinity), dejando a los suecos en posesión total de su colonia. El 21 de junio de 1654, los indios se reunieron con los suecos para reafirmar sus acuerdos. Un escuadrón de barcos bajo la dirección de Peter Stuyvesant se apoderó de Nueva Suecia entre el 11 y el 15 de septiembre de 1655.

## El ataque
Los conestoga habían ganado el dominio sobre los indios lenape, y esto les permitió reunir un ejército de guerreros de múltiples grupos aliados y vecinos. Seiscientos guerreros desembarcaron en Nueva Ámsterdam (Bajo Manhattan), causando estragos en las estrechas calles de la ciudad que estaba en su mayor parte indefensa, ya que el grueso de la guarnición se encontraba en Nueva Suecia. Luego cruzaron el río Noortrivier (río Hudson) y atacaron Pavonia (hoy Hoboken y Jersey City). Tomaron 150 rehenes y los retuvieron en Paulus Hook (Jersey City).
También atacaron granjas en Harlem, Staten Island y el Bronx. Stuyvesant había liderado el asalto a Nueva Suecia, pero se apresuró a regresar a su capital con la noticia del ataque. Los colonos rescatados se refugiaron temporalmente en Nueva Ámsterdam y los asentamientos en la orilla oeste del río quedaron despoblados.
En Staten Island, 23 colonos neerlandeses fueron asesinados y 67 fueron capturados por la tribu Hackensack. El capitán Adriaen Crijnin Post, que dirigió el establecimiento de la colonia para el barón Hendrick van der Capellán, había aprendido el idioma de los nativos. El jefe Penneckeck confió en él y le permitió salir del cautiverio para negociar con Stuyvesant la liberación de los colonos en nombre de los nativos. Los cautivos fueron devueltos a salvo, incluida su propia esposa e hijos, por el precio de municiones, wampum y mantas.
El barón ordenó a los 67 colonos que regresaran y construyeran un fuerte. Encontraron sus casas quemadas hasta los cimientos, las cosechas destruidas o dañadas, y su ganado y caballos liberados para vagar o asesinados. Muchos de los habitantes pronto se mudaron a la Coloniade Long Island. Post se quedó con algunos colonos para cumplir los deseos del barón, pero su salud se deterioró temporalmente y no pudo completar su objetivo. Con el tiempo, se mudó con su familia a lo que se convirtió en el condado de Bergen, después de que los británicos obtuvieran el control.

## Impacto y secuelas
Los suecos del río Zuydtrivier (valle de Delaware) sabían que el ataque del conestoga fue en represalia por la conquista neerlandesa de Nueva Suecia, pero los colonos de Nuevos Países Bajos creían que se debía al asesinato de una joven wappinger llamada Tachiniki, a quien, supuestamente, había asesinado un colono neerlandés por robar un melocotón de la propiedad de Cornelis van Tienhoven, un incidente que había aumentado las tensiones poco antes del asalto : 70 y que proporcionó el nombre de la guerra.
Stuyvesant recompró a los indios el derecho a poblar el área entre los ríos Hudson y Hackensack. Estableció la aldea fortificada de Bergen y exigió que se establecieran fortines allí y en otras ciudades periféricas. La colonia de Cornelis Melyn fue abandonada en Staten Island.